# Wikipedia in greco
La Wikipedia in greco moderno, spesso abbreviata in el.wikipedia o el.wiki (Greco: Ελληνική Βικιπαίδεια) è l'edizione in lingua greca moderna dell'enciclopedia online Wikipedia. Ebbe inizio nel dicembre 2002.

## Statistiche
La Wikipedia in greco ha 254 913 voci, 724 014 pagine, 455 636 utenti registrati di cui 839 attivi, 22 amministratori e una "profondità" (depth) di 52 (al 5 luglio 2025).
È la 44ª Wikipedia per numero di voci ma, come "profondità", è la 32ª fra quelle con più di 100.000 voci (al 5 luglio 2025).

## Cronologia
- 24 maggio 2004 — supera le 1000 voci
- 15 maggio 2006 — supera le 10.000 voci
- 10 aprile 2010 — supera le 50.000 voci ed è la 46ª Wikipedia per numero di voci
- 9 aprile 2014 — supera le 100.000 voci ed è la 52ª Wikipedia per numero di voci
- 1º agosto 2018 — supera le 150.000 voci ed è la 48ª Wikipedia per numero di voci
- 27 novembre 2021 — supera le 200.000 voci ed è la 49ª Wikipedia per numero di voci